# Génial-Lucifer
Génial-Lucifer is een Frans historisch merk van motorfietsen.
De bedrijfsnaam was: Génial-Lucifer, Courbevoie, Seine, later Ets. Mestre et Blatgé, Paris.
Hoewel de productieaantallen van Génial-Lucifer niet erg groot waren, bestond het merk toch bijna dertig jaar. Men produceerde vanaf 1928 eenvoudige motorfietsen met inbouwmotoren van 98- tot 246 cc van Aubier Dunne-Train, Chaise, MAG en Sabb. In 1956 werd de productie beëindigd.